# Happy Now (Kygo)
Happy Now è un singolo del DJ norvegese Kygo, pubblicato il 26 ottobre 2018.

## Descrizione
Happy Now, che vede la partecipazione vocale del cantante svedese Sandro Cavazza, appartiene alla tropical house.

## Video musicale
Il video musicale, diretto da Johannes Lovund e girato nelle aree naturali della Norvegia, è stato reso disponibile il 3 dicembre 2018.

## Tracce
Testi e musiche di Kyrre Gørvell-Dahll e Sandro Cavazza.
Download digitale
1. Happy Now (feat. Sandro Cavazza) – 3:31

Download digitale – R3hab Remix
1. Happy Now (con Sandro Cavazza) (R3hab Remix) – 3:09

## Formazione
- Kygo – produzione
- Sandro Cavazza – voce
- John Hanes – ingegneria del suono
- Randy Merrill – mastering
- Șerban Ghenea – missaggio

## Classifiche

### Classifiche settimanali
| Classifica (2018-19) | Posizione massima |
| -------------------- | ----------------- |
| Australia            | 50                |
| Austria              | 53                |
| Belgio (Fiandre)     | 26                |
| Belgio (Vallonia)    | 13                |
| Croazia              | 84                |
| Estonia              | 30                |
| Finlandia            | 13                |
| Francia              | 168               |
| Germania             | 53                |
| Grecia               | 39                |
| Irlanda              | 35                |
| Lettonia             | 41                |
| Lituania             | 18                |
| Norvegia             | 6                 |
| Paesi Bassi          | 24                |
| Polonia              | 28                |
| Portogallo           | 58                |
| Repubblica Ceca      | 31                |
| Romania              | 40                |
| Slovacchia           | 22                |
| Slovenia             | 43                |
| Svezia               | 3                 |
| Svizzera             | 20                |
| Ungheria             | 22                |

### Classifiche di fine anno
| Classifica (2019) | Posizione |
| ----------------- | --------- |
| Belgio (Fiandre)  | 63        |
| Belgio (Vallonia) | 89        |
| Portogallo        | 197       |
| Svezia            | 46        |